# Romny
Romny (ukrainsk: Ромни́) er en by i det nordlige Ukrainske Sumy oblast. Den ligger ved floden Romen. Romny fungerer som administrativt centrum for Romny rajon. Den er administrativt regnet som en By af regional betydning og hører ikke til rajonen. Landsbyerne Lutschky (438 indbyggere), Kolisnykove (43 indbyggere) og Hrabyne hører til Romny kommune.
Byen havde i 2021 en befolkning på omkring 38.305 mennesker.

## Historie
Byen blev grundlagt i 902 e.Kr. Den 16. september 2002 fejrede byen sit 1.100-års jubilæum.
Romny blev første gang nævnt i dokumenter i 1096 som Romen(Ромен), navnet der oprindeligt var navnet på floden, er af baltisk oprindelse, jf. Litauisk romus' 'stille'). På forskellige tidspunkter var byen under Mongolsk, Litauisk, Polsk og Russisk herredømme. I 1638 havde byen en befolkning på 6.000 indbyggere, hvilket gjorde den til langt den største bosættelse i området. I 1781 fik byen tildelt et charter af den russiske kejserinde Katarina den Store.

## Seværdigheder
Helligåndskatedralen, der blev grundlagt i 1735 i stedet for en trækirke, er en katedral med fire søjler designet i ukrainsk barokstil og er overdækket af tre pæreformede kupler, der hver er placeret på en høj cylinder. Selv om katedralen stammer fra 1740'erne, blev bygningen af det nærliggende klokketårn og vinterkirken først påbegyndt i 1780.
En anden bemærkelsesværdig bygning er Kristi Himmelfartskirken, som også har tre kupler, men som blev opført senere, nemlig i 1795-1801, og som støder op til et barokklokketårn, der blev bygget i 1753-63.

## Galleri
- Centrum i Romny
- Kristi Himmelfartskirken
- Konferensebygning
- Tidligere seminarium
- Romersk Katolsk kirke i Romny
- Tidligere handelshus
- Historisk skolebygning
- Markedsgaden i Romny
- Monument forTaras Sjevtjenko monument
- Dampmølle Romny
- Distriktshospital
- Gymnasium
- Allehelgenskirken i Romny
- Historisk hospitalsbygning
- Busstation i Romny